# CNN Sports Illustrated
CNN Sports Illustrated
(CNNSI) fue un canal de noticias deportivas las 24 horas en Estados Unidos. Fue creado por Time Warner, reuniendo a sus marcas de la CNN y Sports Illustrated y recursos relacionados. Fue lanzado el 12 de diciembre de 1996.
Fue cerrado el 15 de mayo de 2002 debido a la fuerte competencia proporcionada por ESPNews y National Sports Report de Fox Sports Net, ambas señales creadas casi al mismo tiempo que CNNSI; además de llegar a sólo 20 millones de espectadores, poco comparado con los 86,5 millones de ESPNews.
Su programa estelar "Sports Tonight" también era transmitido por CNN/US (la señal de CNN para Estados Unidos) y CNN Internacional. Esta última continuó produciendo el programa desde el CNN Center de Atlanta luego del cese de transmisiones. En algunos cableoperadores, el canal fue reemplazado por NBA TV.